# کارلایل ۴۳۶۲
سیارک ۴۳۶۲ (به انگلیسی: 4362 Carlisle، نامگذاری:1978PR4) چهار هزار و سیصد و شصت و دومین سیارک کشف شده‌است که در ۱ اوت ۱۹۷۸ کشف شد.
قدر مطلق سیارک برابر ۱۳٫۳۰ است.